# Kompleks Putyfara
Kompleks Putyfara – podatność mężczyzn na bezpodstawne oskarżenie o rzekomy gwałt dokonany na żonie. Ze skargą najczęściej zwraca się sama zainteresowana, która w ten sposób odwraca uwagę od swojego zainteresowania seksualnego pasierbem.
Nazwa kompleksu pochodzi od biblijnej historii o Putyfarze, wysokim urzędniku faraona, który kupił Józefa, syna Jakuba, jako niewolnika. Młody Józef spodobał się żonie Putyfara, która zaczęła mu się narzucać. Gdy któryś raz z kolei odmówił współżycia, kobieta oskarżyła go o próbę gwałtu.